# Vietnã nos Jogos Olímpicos de Verão de 1996
O Vietnã participou dos Jogos Olímpicos de Verão de 1996 em Atlanta, Estados Unidos, obtendo um saldo final de 0 medalhas. A delegação do país contou com 12 membros, sendo esses seis atletas, quatro treinadores e dois árbitros. O país participou de quatro disciplinas esportivas: atletismo, natação, tiro e judô.